# Arroyo Curupí (Arroyo Guaviyú)
Der Arroyo Curupí ist ein Fluss in Uruguay.
Er entspringt auf dem Gebiet des Departamento Artigas und mündet als linksseitiger Nebenfluss südöstlich von Colonia Palma in den Arroyo Guaviyú.